# HANGER 18/ハンガー18
『HANGER 18/ハンガー18』（Hangar 18）は、1980年のアメリカ合衆国のSFアクション映画。ゲイリー・コリンズ、ロバート・ヴォーン、ジェームズ・ハンプトン、フィリップ・アボット、ダーレン・マクギャヴィン出演。
日本では劇場未公開でビデオスルーとなり、1987年にテレビ放送された。

## ストーリー
宇宙飛行士のスティーヴ・バンクロフト、ルー・プライス、ジャド・ゲイツの3人は、アメリカが威信をかけたスペースシャトルからの人工衛星打ち上げというプロジェクトを任せられることになった。順調にスペースシャトルから衛星を打ち上げようとしたとき、レーダーに正体不明の物体が映り、衛星はその物体と衝突して爆発し、船外作業にあたっていたゲイツが巻き込まれて犠牲となってしまう。北アメリカ航空宇宙防衛司令部の調査で、物体は地球外の宇宙船だとの報告が出され、緊急事態警報を発令する。
地球に帰還したスティーヴとルーだが、大統領首席補佐官のゴードン・ケインらは間近に控える大統領選挙において、現在のテイラー大統領にとって不利となる要因をなくすため、空軍基地のハンガー18に運び込まれた謎の宇宙船を選挙期間の間隠蔽することを指示し、今回の事故の原因は全てスティーヴとルーの判断ミスだというデマをマスコミに流す。ミスによりゲイツを殺したという汚名を着せられた2人は、潔白を証明するために宇宙船が存在する証拠を探し出し、真実を世間に公表しようとする。しかし、捜索を進める2人の前に妨害行為をしてくる政府関係者らが現れる。

## キャスト
※括弧内は日本テレビ版日本語吹替（初回放送1987年3月27日25:10-26:35 『金曜ナイトスクリーン』 放送タイトル「SF謎の宇宙船遭遇」）
- スティーヴ・バンクロフト - ゲイリー・コリンズ（英語版）（千田光男）
- ゴードン・ケイン - ロバート・ヴォーン（秋元羊介）
- ルー・プライス - ジェームズ・ハンプトン（英語版）（江原正士）
- フランク・モリソン - フィリップ・アボット（英語版）（平野稔）
- フランク・ラファーティ - ジョセフ・キャンパネラ（英語版）（天地麦人）
- サラ・マイケルズ - パメラ・ベルウッド（英語版）（一城みゆ希）
- フィル・キャメロン - トム・ハリック（若本紀昭）
- ポール・バニスター - スティーヴン・キーツ（英語版）（円谷文彦）
- ミルズ教授 - ウィリアム・シャラート（小関一）
- ハリー・フォーブス - ダーレン・マクギャヴィン（平林尚三）
- バーロウ保安官 - クリフ・オズモンド（英語版）（宮沢元）
- ニール・ケルソー - アンドリュー・ブロック（山野史人）
- サム・テイト - スチュアート・パンキン（英語版）（藤城裕士）
- フロー・マットソン - ベティ・アン・カー（英語版）（勝生真沙子）
- フライト・ディレクター - H・M・ワイナント（英語版）（藤城裕士）
- エース・ランドン - ビル・ザッカート（英語版）（山野史人）
- ジャド・ゲイツ - J・R・クラーク（小関一）

## スタッフ
- 監督 - ジェームズ・L・コンウェイ（英語版）
- 脚本 - ケン・ペッタス
- 原案 - トーマス・C・チャップマン、ジェームズ・L・コンウェイ
- 製作 - チャールズ・E・セリアー・Jr（英語版）
- 撮影監督 - ポール・ヒップ
- プロダクションデザイナー - ポール・スターリー
- 編集 - マイケル・スペンス
- 音楽 - ジョン・カカヴァス（英語版）
- 衣裳デザイン - ジュリー・スターリー

日本語版スタッフ
- 吹替翻訳 - 山田ユキ
- 吹替演出 - 松川陸
- 吹替音楽・効果 - 佐藤良介
- 吹替調整 - 遠西勝三
- 吹替スタジオ - ニュージャパンスタジオ
- 吹替製作 - 日本テレビ、千代田プロダクション